# Marek Jandołowicz
Marek Jandowicz (także Jandołowicz), znany jako ksiądz Marek (ur. 1713 we Lwowie, zm. 1799 w Berezówce k. Lubaru) – karmelita, kaznodzieja, charyzmatyczny przywódca duchowy konfederacji barskiej.

## Życiorys
Pochodził z lwowskiej rodziny mieszczańskiej. W 1734 wstąpił do zakonu karmelitów trzewiczkowych. W 1744 przyjął święcenia kapłańskie. Wzrastał duchowo w klasztorze w Berdyczowie i został kaznodzieją.
Wyjątkowe zdolności kaznodziejskie, umiejętność leczenia i sposób obcowania z wiernymi sprawiły, iż na Podolu zaczął być uważany za cudotwórcę i świętego. Wieścił m.in. rychły upadek Stanisława Augusta. W 1759 został superiorem klasztoru karmelitów w Barze, którego fundację wyjednał u księcia Antoniego Lubomirskiego. Wraz z Józefem Pułaskim przygotowywał Konfederację barską, stając się jej przywódcą duchowym. Założył w Barze Zakon Rycerski Kawalerów Krzyża Świętego, którego głównym celem była obrona wiary katolickiej. 19 czerwca 1768 z krzyżem w ręku wystąpił przeciwko natarciu rosyjskiemu na Bar, podnosząc tym samym morale miasta. Po upadku twierdzy został pobity przez kozaków i odesłany jako wyjątkowo niebezpieczny do więzienia w Kijowie, gdzie spędził 
sześć lat. Sama Katarzyna II zadecydowała o jego dalszym losie.  We wrześniu 1773 został wypuszczony na mocy amnestii. Był przeorem klasztorów w Annopolu i Uszomierzu. W 1786 przebywał w Warszawie, w klasztorze karmelitów na Lesznie. 
W czasie insurekcji kościuszkowskiej błogosławił jeszcze brygadzie Józefa Kopcia. Pochowany w podziemiach klasztoru ojców karmelitów w Horodyszczu na Wołyniu, jego grób nawiedzały liczne pielgrzymki. Po powstaniu listopadowym władze rosyjskie skasowały klasztor. Jego kościół został zaadaptowany na prawosławną cerkiew parafialną. W 1858 powstał tam żeński monaster Narodzenia Matki Bożej. Wejście do podziemi zostało wówczas zamurowane.

## Twórczość
Według tradycji jest autorem Wieszczby dla Polski albo Proroctwa księdza Marka (Profecja księdza Marka), napisanej w 1763 lub 1767. W tym mesjanistycznym wierszu przepowiedziane są klęski dla Polski, z których odrodzi się ona, jak Feniks z popiołów, by stać się ozdobą Europy.

## W literaturze i malarstwie
Jego postać stała się natchnieniem dla literatury romantycznej. Jako przykład można wymienić Proroctwo Księdza Marka Seweryna Goszczyńskiego (1833) i dramat mistyczny Juliusza Słowackiego Ksiądz Marek (1843). Postać księdza Marka pojawia się także na początku poematu dygresyjnego Beniowski Słowackiego oraz we francuskim dramacie Adama Mickiewicza Konfederaci barscy (1836). Również Pamiątki Soplicy Henryka Rzewuskiego (1839) rozpoczynają się od rozdziału Kazanie konfederackie, opisującego przemowę księdza Marka.
Portret ks. Marka znajduje się w klasztorze kapucynów w Nowym Mieście nad Pilicą.